# 奥利弗·格朗让
奥利弗·格朗让（法語：Olivier Grandjean，1957年8月15日—）瑞士前節目主持人，2005年起在中國央視主持CCTV-5《城市之间》和《奥利弗遊中國》節目，擔任外語合作主持於瑞士期間在蒙特勒地區電視台主持黃金玫瑰節目，國際節目《Surprise sur Prise》也於法國和加拿大地區播出。